# Oudenaarde
Oudenaarde (franceză Audenarde) este un oraș neerlandofon situat în provincia Flandra de Est, regiunea Flandra din Belgia. Comuna Oudenaarde este formată din localitățile Oudenaarde, Bevere, Edelare, Eine, Ename, Heurne, Leupegem, Mater, Melden, Mullem, Nederename, Volkegem și Welden. Suprafața sa totală este de 68,06 km². La 1 ianuarie 2008 avea o populație totală de 29.050 locuitori. 

## Localități înfrățite
- Franța: Arras;
- Țările de Jos: Bergen op Zoom;
- România: Buzău;
- Italia: Castel Madama;
- Germania: Coburg;
- Regatul Unit: Hastings.